# Аттагайчай
Аттагайчай (Аттагай) — река в России (Дагестан), правый приток реки Самур. Протекает по территории Рутульского района.

## География
Река Аттагай берёт начало из снежника на горе Хач-Хач и впадает с правого берега в р. Самур в 164 км от устья.
Длина реки 18 км, общее падение 1280 м, площадь водосбора 69,4 км², средняя его высота 2620 м.

## Гидрология
Основными фазами режима реки являются весенне-летнее половодье и устойчивая зимняя межень. Наибольший сток приходится на май-август (70 % годового).
Среднегодовой расход воды — в устье реки составляет 1,94 м³/сек, максимальный 13,5, минимальный 0,30 м³/сек.

## Притоки
Основными притоками являются: наиболее значительный приток река Узундере.

## Изучение реки и водохозяйственное значение
Режим реки не изучался.